# Catoptria permiacus
Catoptria permiacus is een vlinder uit de familie grasmotten (Crambidae). De wetenschappelijke naam is voor het eerst geldig gepubliceerd in 1924 door W. Petersen.
De soort komt voor in Europa.